# Christophe Kempé
Christophe Maurice Jean Kempé (* 2. Mai 1975 in Aubervilliers, Frankreich) ist ein ehemaliger französischer Handballspieler. Er ist 1,93 m groß und wiegt 100 kg.
Kempé, der für zuletzt Toulouse Handball (Rückennummer 9) spielte und für die französische Nationalmannschaft (Rückennummer 14) auflief, wurde meist als Kreisläufer eingesetzt.
Christophe Kempé debütierte für USAM Nîmes in der ersten französischen Liga. Nach nur einem Jahr zog er weiter zu Sporting Toulouse 31, wo er 1998 den französischen Pokal gewann. 1999 wechselte er zu Bidasoa Irún in die spanische Liga ASOBAL, kehrte aber nach zwei Jahren zurück nach Toulouse. Trotz anhaltender Erfolglosigkeit hielt er diesem Verein bis zu seinem Karriereende 2010 die Treue.
Christophe Kempé hat 177 Länderspiele für die französische Nationalmannschaft bestritten. Bei der Handball-Europameisterschaft 2006 in der Schweiz wurde er Europameister; bei der Handball-Europameisterschaft 2008 in Norwegen gewann er Bronze genauso wie bei den Weltmeisterschaften 2005 in Tunesien und 2003 in Portugal. Bei der Handball-Weltmeisterschaft 2007 in Deutschland wurde er Vierter und bei der Handball-Europameisterschaft 2004 in Slowenien Sechster. Bei den Olympischen Spielen 2008 holte er sich die Goldmedaille. 2009 wurde er mit Frankreich Weltmeister.
Im Mai 2024 trug Kempé im Vorfeld der Olympischen Spiele in Paris die olympische Fackel auf einem Teilstück der 10. Etappe durch Fleurance.